# George Cotzias
George Constantin Cotzias (* 16. Juni 1918 in Chania, Kreta; † 13. Juni 1977 in New York City) war ein griechisch-US-amerikanischer Mediziner (Pathologie, Neurologie), bekannt für die Entwicklung der Behandlung der Parkinson-Krankheit mit L-Dopa (siehe Parkinsonmittel).

## Leben und Werk
Er kam 1942 nach New York und begann sein Studium an der Harvard Medical School, an der er nach zwei Jahren seinen Abschluss cum laude machte. Nach Internship in Pathologie am Peter Bent Brigham Hospital und als Mediziner am Massachusetts General Hospital (MGH) absolvierte er eine Residency in Neurologie am MGH. Danach war er am Rockefeller Institute for Medical Research in New York und später am Brookhaven National Laboratory in der Gruppe von Donald Van Slyke. Dort stand ein Zyklotron für die Forschung zur Verfügung und Cotzias untersuchte unter anderem den Metabolismus und die Toxizität von Mangan, das bei chilenischen Bergarbeitern ähnliche Symptome hervorrief wie eine Parkinson-Erkrankung. Ein weiteres Forschungsthema von Cotzias waren damals Biogene Amine und ihre Rolle bei Bluthochdruck.
Der spätere Nobelpreisträger Arvid Carlsson hatte die Rolle von Dopamin bei der Parkinson-Erkrankung und dessen Rolle als Neurotransmitter entdeckt. Eine direkte Injektion von Dopamin scheiterte daran, dass dieses die Blut-Hirn-Schranke nicht überwinden konnte, und Metabolismus-Vorläufer von Dopamin wie Dopa waren bei direkter Injektion toxisch. Cotzias umging dies, indem er die Patienten durch regelmäßige Gabe zunächst kleiner Dosen an das Medikament gewöhnte und außerdem das aktive Isomer L-Dopa isolierte (das Isomer D-Dopa trug zur Hälfte zur Toxizität bei, war aber nicht wirksam gegen Parkinson). Die erste Studie über seine Behandlungserfolge veröffentlichte er 1968. Die Behandlung mit L-Dopa wurde zu einer Standardtherapie bei Parkinson. Im letzten Jahrzehnt seiner Forschungstätigkeit beschäftigte er sich mit Ersatzstoffen von L-Dopa wie Apomorphin, nachdem bei vielen Parkinson-Patienten ein Rückfall trotz zunächst erfolgreicher Behandlung mit L-Dopa beobachtet worden war.
1969 erhielt er den Lasker~DeBakey Clinical Medical Research Award. Er war mehrfacher Ehrendoktor (Katholische Universität Santiago, St. John’s University in New York, Nationale Universität Athen, Women’s Medical College of Pennsylvania). Er war Mitglied der National Academy of Sciences (1973) und der American Academy of Arts and Sciences (1970).